# 건중 (당)
건중(建中, 780년 ~ 783년)은 당나라(唐) 덕종(德宗) 이괄(李适)의 첫번째 연호이다. 4년 동안 사용하였다.

## 개원
- 대력(大曆) 15년 1월 1일[1](780년 2월 11일)에 연호를 건중(建中)으로 개원함.[2][3][4][5]

- 건중(建中) 5년 1월 1일[6](784년 1월 27일)에 연호를 흥원(興元)으로 개원함.[2][3][7][5]

## 연대 대조표
| 건중       | 원년       | 2년        | 3년        | 4년        |
| 서기(西紀) | 780년      | 781년      | 782년      | 783년      |
| 간지(干支) | 경신(庚申) | 신유(辛酉) | 임술(壬戌) | 계해(癸亥) |

## 동시대 연호

### 한국
발해(渤海)
- 대흥(大興) (737년 ~ 793년)

### 중국
남조(南詔)
- 견룡(見龍) (780년 ~ 783년)

기타
- 주자(朱泚) 응천(應天) (783년)

### 일본
- 호키(寶龜) (770년 ~ 781년)
- 덴오(天應) (781년 ~ 782년)
- 엔랴쿠(延曆) (782년 ~ 806년)

## 같이 보기
- 다른 왕조의 같은 연호
  - 쩐 왕조(陳朝) 끼엔쭝(建中, 1225년 ~ 1232년)

- 중국의 연호 목록